# Citadelle (livre)
Pour les articles homonymes, voir Citadelle (homonymie).
Citadelle est une œuvre posthume d'Antoine de Saint-Exupéry, parue en 1948.
Citadelle est un livre qui n'a jamais été achevé ni retouché (ou très peu) par Saint-Exupéry. L'œuvre est restée à l'état de brouillon dactylographié imparfait avant d'être mis en forme, tant bien que mal, par l'éditeur.

## Analyse
Fustigeant le monde qui l'entoure, Saint-Exupéry est persuadé, à partir de 1943, qu'il n'y a qu'un seul problème pour qui veut faire œuvre d'écrivain parmi les hommes, c'est de leur « rendre une signification spirituelle, des inquiétudes spirituelles. Faire pleuvoir sur eux quelque chose qui ressemble à un chant grégorien ». Conjuguant son expérience personnelle du temps où il vivait l'aventure de l'Aéropostale, et sa méditation sur l'homme contemporain et le monde, il tâche d'élaborer une sagesse humaniste. À l'image du Bédouin du désert, le seigneur berbère qui construit sa citadelle au milieu des sables, il s'agit de fonder une sagesse qui sera un rempart vivant, invulnérable. Saint-Exupéry aborde ainsi tous les thèmes récurrents déjà explorés dans ses œuvres précédentes : l'Amour, l'Apprentissage, la Création, Dieu, les Hommes, les Voyages. Mais le dernier mot de sa sagesse, dans la mesure où « l'homme n'est qu'un nœud de relations », c'est la conscience du lien, la pratique de la communion et de l’échange comme sources de salut.
Le ton, lyrique et très solennel à dessein, permet d'exprimer avec force et conviction des idées parfois complexes.